# Alfa Antliae
Alfa Antliae (Alfa Ant, α Antliae, α Ant)  je se zdánlivou hvězdnou velikostí 4,25m nejjasnější hvězdou v souhvězdí Vývěvy. Je vzdálena přibližně 320 světelných let od Země. Je to hvězdný obr spektrální třídy K4III. Hvězda má 2,2násobek hmotnosti Slunce a expandovala na 41násobek poloměru Slunce. Ve srovnání se Sluncem má pouze 41 % zastoupení jiných prvků než vodíku a helia.
V roce 1879 americký astronom Benjamin Gould popsal, že jasnost α Antliae kolísá mezi 4,22 a 4,29 magnitudy, ale v moderní době se to nepotvrdilo. Vývojový stav α Antliae není jasný, ale předpokládá se, že se nachází na asymptotické větvi obrů s inertním uhlíkovým jádrem.